# Urochloa trichopus
Urochloa trichopus är en gräsart som först beskrevs av Ferdinand von Hochstetter, och fick sitt nu gällande namn av Otto Stapf. Urochloa trichopus ingår i släktet leverhirser, och familjen gräs. Inga underarter finns listade i Catalogue of Life.